# Refugio de los Ortiz
Refugio de los Ortiz är en ort i Mexiko.   Den ligger i kommunen Pinos och delstaten Zacatecas, i den centrala delen av landet, 400 km nordväst om huvudstaden Mexico City. Refugio de los Ortiz ligger 2 259 meter över havet och antalet invånare är 394.
Terrängen runt Refugio de los Ortiz är platt västerut, men österut är den kuperad. Terrängen runt Refugio de los Ortiz sluttar västerut. Runt Refugio de los Ortiz är det glesbefolkat, med 20 invånare per kvadratkilometer. Närmaste större samhälle är Ojuelos de Jalisco, 16,8 km sydväst om Refugio de los Ortiz. Omgivningarna runt Refugio de los Ortiz är i huvudsak ett öppet busklandskap.